# Betina
Betina je naselje s pristanom na otoku Murter, ki upravno spada pod občino Tisno Šibeniško-kninske županije.

## Geografija
Betina leži na severovzhodni strani otoka ob severnem vstopu v Murterski kanal. Kraj, ki je s cesto povezan z ostalimi naselji na otoku se razprostira okoli zaliva Betina in na manjšem polotoku. Naselje ima dva pristana. Prvi je v zalivu Betina na severozahodni obali polotoka. Tu je tudi marina in manjša ladjedelnica. Vstop do ladjedelnice in za njo ležečo marino varuje okoli 100 m dolg valobran, na koncu katerega stoji svetilnik, ki oddaja svetlobni signal: R Bl 3s. Marina Betina lahko sprejme jahte dolge do 20 m. V marini, ki ima 20 t dvigalo in premično 26 t dvigalo, je prostora za 190 plovil v morju in 90 mest na kopnem.
Drugi pristan je v Murterskem kanalu na vzhodni strani polotoka. Med pomolom in valobranom, ki varuje pristan, je bazen za igranje vaterpola. Na koncu valobrana stoji svetilnik, ki oddaja svetlobni signal: Z Bl 5s.

## Demografija
| Pregled števila prebivalcev po letih | Pregled števila prebivalcev po letih | Pregled števila prebivalcev po letih | Pregled števila prebivalcev po letih | Pregled števila prebivalcev po letih | Pregled števila prebivalcev po letih | Pregled števila prebivalcev po letih | Pregled števila prebivalcev po letih | Pregled števila prebivalcev po letih | Pregled števila prebivalcev po letih | Pregled števila prebivalcev po letih | Pregled števila prebivalcev po letih | Pregled števila prebivalcev po letih | Pregled števila prebivalcev po letih | Pregled števila prebivalcev po letih |
| ------------------------------------ | ------------------------------------ | ------------------------------------ | ------------------------------------ | ------------------------------------ | ------------------------------------ | ------------------------------------ | ------------------------------------ | ------------------------------------ | ------------------------------------ | ------------------------------------ | ------------------------------------ | ------------------------------------ | ------------------------------------ | ------------------------------------ |
| 1857                                 | 1869                                 | 1880                                 | 1890                                 | 1900                                 | 1910                                 | 1921                                 | 1931                                 | 1948                                 | 1953                                 | 1961                                 | 1971                                 | 1981                                 | 1991                                 | 2001                                 |
| 855                                  | 2206                                 | 1024                                 | 1139                                 | 1244                                 | 1371                                 | 1505                                 | 1484                                 | 1200                                 | 1177                                 | 1024                                 | 988                                  | 767                                  | 813                                  | 774                                  |

## Gospodarstvo
Betina je staro ribiško naselje. Prebivalci se poleg ribolova in gojenja oljk bavijo še s turizmom. V kraju sta dva hotela (H.Kosirina in H.Plitka vala).

## Zgodovina
Prvo naselje so v 16. stoletju ustanovili begunci pred Turki. Župnijska cerkev sv.Frane je bila postavljena leta 1601. Cerkev so pozneje večkrat prezidali. Zvonik pa so postavili 1736.
V bližini Betine, na vrhu griča Gradine je bilo v pretklosti ilirsko in nato rimsko naselje Collentum, kar dokazujejo številne arheološke najdbe. Na tem kraju se je ohranila pozneje zgrajena srednjeveška cerkvica Gospa od Gradine.